# Dobrianka (obwód kirowohradzki)
Dobrianka (ukr. Мала Добрянка) – wieś na Ukrainie, w obwodzie kirowohradzkim, w rejonie hołowaniwskim, w hromadzie Wilszanka. W 2001 liczyła 1307 mieszkańców.